# Parathyma eriosine
Parathyma eriosine är en fjärilsart som beskrevs av Pieter Cramer 1782. Parathyma eriosine ingår i släktet Parathyma och familjen praktfjärilar. Inga underarter finns listade i Catalogue of Life.